# Monumento a Marechal Deodoro da Fonseca
Monumento a Marechal Deodoro da Fonseca é um monumento em homenagem ao Marechal Deodoro da Fonseca que se localiza na cidade brasileira do Rio de Janeiro. O monumento data de 1937 e abriga os restos mortais do marechal Deodoro e de sua esposa.
É uma obra do escultor Modestino Kanto, inaugurada em 15 de novembro de 1937

## Roubo em 2020
Em fevereiro de 2020, parte do monumento, mais precisamente a escultura que representava D. Rosa Paulina da Fonseca, a mãe do primeiro presidente do Brasil, foi roubada do monumento. A estátua, que isoladamente pesava 400 kg, possuía cerca de 2 metros de altura.